# Haematopota harpax
Haematopota harpax är en tvåvingeart som beskrevs av Austen 1914. Haematopota harpax ingår i släktet Haematopota och familjen bromsar.
Artens utbredningsområde är Kongo. Inga underarter finns listade i Catalogue of Life.